# Tros de finestra del carrer Raval
El Tros de finestra del carrer Raval és una obra de la Llacuna (Anoia) inclosa a l'Inventari del Patrimoni Arquitectònic de Catalunya.

## Descripció
Es tracta de la figura d'un cérvol, arrupit que s'adapta entre un marc d'angle rectangular i una corba, que sembla seguir en forma apuntada, del que podria ser una finestra gòtica.

## Història
Segons M. Valls, aquest element, ara posat a la façana de Cal Casanella, probablement és procedent de la casa Gran de Pujol. A La Llacuna hi ha el "turó de Pujol" on hi ha un munt de pedruscall, úniques restes del castell o casa forta del Pujol, residència dels senyors de la baronia. Aquest edifici era anterior al 1437. Consta que el 1772 encara era habitat. Les seves pedres foren aprofitades en algunes cases, al engrandir-se el poble de La Llacuna. Valls diu que al voltant de les seves runes es troba ceràmica decorada.